# 異眼鯨鯰
異眼鯨鯰，為輻鰭魚綱鯰形目鯨形鯰科的其中一種，分布於南美洲哥倫比亞Magdalena河及Sinu河流域，體長可達11公分，棲息在底層水域，屬肉食性，生活習性不明。

## 擴展閱讀
維基物種上的相關：異眼鯨鯰